# Capitole de l'État de l'Ohio
Le Capitole de l'État de l'Ohio (en anglais : Ohio Statehouse) est un bâtiment au style Greek Revival inauguré en 1857. C'est le siège de la législature de l'État de l'Ohio et des bureaux du gouverneur de l'État.
Il est situé dans la ville de Columbus, capitale de l'Ohio.